# Китовское сельское поселение (Ивановская область)
Китовское сельское поселение — муниципальное образование в Шуйском районе Ивановской области.
Административный центр — село Китово.

## География
Граничит с Введенским сельским поселением, Ивановским муниципальным районом, Лежневским муниципальным районом, Семейкинским сельским поселением, городским округом Шуя.

## История
Китовское сельское поселение образовано 25 февраля 2005 года в соответствии с Законом Ивановской области N 52-ОЗ «О городском и сельских поселениях в Шуйском муниципальном районе».

## Население
| 2002  | 2010  | 2011  | 2012  | 2013  | 2014  | 2015  |
| ----- | ----- | ----- | ----- | ----- | ----- | ----- |
| 3377  | ↗3378 | ↘3374 | ↘3356 | ↘3345 | ↗3410 | ↘3407 |
| 2016  | 2017  | 2018  | 2019  | 2020  | 2021  |       |
| ↘3391 | ↗3404 | ↘3381 | ↘3313 | ↘3296 | ↗3307 |       |

## Состав сельского поселения
| №  | Населённый пункт | Тип населённого пункта       | Население |
| -- | ---------------- | ---------------------------- | --------- |
| 1  | Брылиха          | деревня                      | ↘3        |
| 2  | Высоково         | деревня                      | ↘34       |
| 3  | Горяново         | деревня                      | ↘18       |
| 4  | Елизарово        | деревня                      | ↘93       |
| 5  | Китово           | село, административный центр | ↗3054     |
| 6  | Палкино          | деревня                      | ↘16       |
| 7  | Петрилово        | деревня                      | ↘26       |
| 8  | Русилово         | деревня                      | ↘25       |
| 9  | Слободка         | деревня                      | ↘28       |
| 10 | Трутнево         | деревня                      | ↘54       |
| 11 | Фатьяново        | деревня                      | ↘20       |
| 12 | Юркино           | деревня                      | ↘7        |